# Communauté de communes Vallées Loir et Braye
La communauté de communes Vallées Loir et Braye (dite « CCVLB ») est une ancienne communauté de communes française, située dans le département de Loir-et-Cher et la région Centre-Val de Loire.

## Géographie

### Composition
Elle était composée des communes suivantes :
| Nom                          | Code Insee | Gentilé              | Superficie (km2) | Population (dernière pop. légale) | Densité (hab./km2) |
| ---------------------------- | ---------- | -------------------- | ---------------- | --------------------------------- | ------------------ |
| Montoire-sur-le-Loir (siège) | 41149      | Montoiriens          | 21,02            | 3 842 (2014)                      | 183                |
| Artins                       | 41004      | Artinois             | 11,72            | 269 (2014)                        | 23                 |
| Bonneveau                    | 41020      | Bonnevatiers         | 10,95            | 486 (2014)                        | 44                 |
| Cellé                        | 41030      | Celléens             | 12,67            | 239 (2014)                        | 19                 |
| Couture-sur-Loir             | 41070      |                      | 14,30            | 412 (2014)                        | 29                 |
| Épuisay                      | 41078      | Épuiséens            | 23,52            | 799 (2014)                        | 34                 |
| Fontaine-les-Coteaux         | 41087      |                      | 22,11            | 356 (2014)                        | 16                 |
| Fortan                       | 41090      | Fortanais            | 5,98             | 283 (2014)                        | 47                 |
| Houssay                      | 41102      | Houssayens           | 16,56            | 391 (2014)                        | 24                 |
| Lavardin                     | 41113      | Lavardinois          | 6,71             | 192 (2014)                        | 29                 |
| Les Essarts                  | 41079      | Essartiens           | 4,38             | 109 (2014)                        | 25                 |
| Les Hayes                    | 41100      | Hayiens              | 15,71            | 184 (2014)                        | 12                 |
| Les Roches-l'Évêque          | 41192      | Rupiépiscopiens      | 2,40             | 278 (2014)                        | 116                |
| Montrouveau                  | 41153      |                      | 17,70            | 146 (2014)                        | 8,2                |
| Saint-Arnoult                | 41201      | Saint-Arnoldiens     | 9,57             | 315 (2014)                        | 33                 |
| Saint-Jacques-des-Guérets    | 41215      | Jacqueguérétois      | 1,81             | 90 (2014)                         | 50                 |
| Saint-Martin-des-Bois        | 41225      | Saint-Martinois      | 36,40            | 616 (2014)                        | 17                 |
| Saint-Rimay                  | 41228      | Richémériens         | 7,36             | 291 (2014)                        | 40                 |
| Sasnières                    | 41236      |                      | 7,83             | 107 (2014)                        | 14                 |
| Savigny-sur-Braye            | 41238      | Saviniens            | 67,18            | 2 097 (2014)                      | 31                 |
| Sougé                        | 41250      | Sougéens ou Sougeois | 16,88            | 475 (2014)                        | 28                 |
| Ternay                       | 41255      | Ternaysards          | 14,38            | 337 (2014)                        | 23                 |
| Tréhet                       | 41263      | Tréhétiens           | 5,65             | 112 (2014)                        | 20                 |
| Troo                         | 41265      | Troïens              | 14,19            | 307 (2014)                        | 22                 |
| Villavard                    | 41274      | Villardinois         | 5,18             | 130 (2014)                        | 25                 |
| Villedieu-le-Château         | 41279      | Théopolitains        | 29,65            | 405 (2014)                        | 14                 |

## Historique
La communauté de communes Vallées Loir et Braye est née de la fusion de la communauté de communes des Coteaux de la Braye et de la communauté de communes du Pays de Ronsard regroupant ainsi 26 communes de l'ouest-Vendômois.
Elle disparaît le 31 décembre 2016 pour fusionner avec trois autres intercommunalités et former la communauté d'agglomération Territoires vendômois,,.

## Démographie
La communauté de communes Vallées Loir et Braye comptait 13 490 habitants (population légale INSEE) au 1er janvier 2012. La densité de population est de 33.57 hab./km2.

### Évolution démographique
| 1968   | 1975   | 1982   | 1990   | 1999   | 2007   | 2012   | - | - |
| ------ | ------ | ------ | ------ | ------ | ------ | ------ | - | - |
| 14 410 | 13 718 | 13 389 | 12 990 | 13 316 | 13 531 | 13 490 | - | - |

## Politique communautaire
Le siège social de la communauté est fixé sur le territoire de Montoire-sur-le-Loir.

### Données chiffrées (2012)
- Population : 13 490 hab.
- Superficie : 40 181 ha = 401,81 km2
- Densité de population : 33.57 hab./km2

## Pour approfondir